# Антрона Скјеранко
Антрона Скјеранко (итал. Antrona Schieranco) је насеље у Италији у округу Вербано-Кузио-Осола, региону Пијемонт.
Према процени из 2011. у насељу је живело 544 становника. Насеље се налази на надморској висини од 907 м.

## Становништво
Према резултатима пописа становништва 2011. у општини је живело 467 становника.
| 1931. | 1936. | 1951. | 1961. | 1971. | 1981. | 1991. | 2001. | 2011. |
| ----- | ----- | ----- | ----- | ----- | ----- | ----- | ----- | ----- |
| 945   | 985   | 833   | 793   | 720   | 644   | 604   | 544   | 467   |